# Zhangzhung
Zhangzhung ou Shangshung (ཞང་ཞུང་, c. 500 a.C. — 625 d.C.) é o nome dado a um antigo reino do Tibete e à cultura ligada a ele, anterior ao Império Tibetano. A cultura Zhangzhung está associada à religião bön, que por sua vez influenciou as filosofias e práticas do budismo tibetano. O povo Zhangzhung é frequentemente mencionado em textos tibetanos antigos como os governantes originais do Tibete central e ocidental. Somente nas últimas duas décadas os arqueólogos tiveram acesso para fazer trabalhos arqueológicos nas áreas que já foram governadas pelos Zhangzhung.
Em 2010 pesquisadores apresentaram uma tese que relacionava uma cultura da Idade do Ferro descoberta no planalto de Changtang no noroeste do Tibete, com Zhangzhung.

## Extensão do reino Zhangzhung

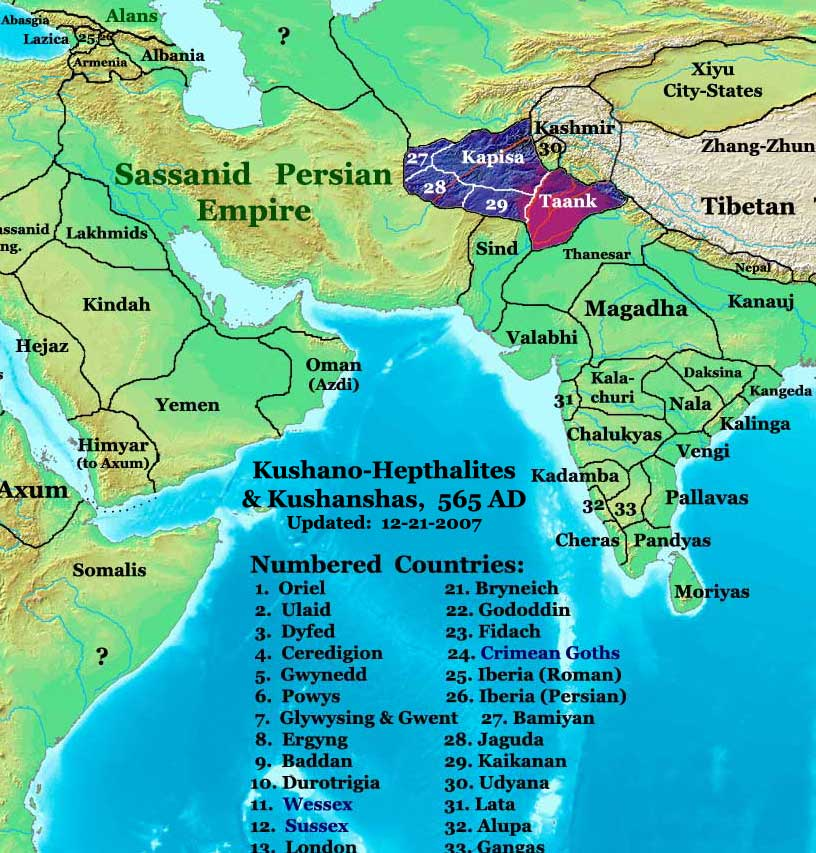
Reinos da região em 565

Segundo a a tradição regional Zhangzhung era formada por três diferentes regiões: sGob-ba, a externa; Phug-pa, a interna; e Bar-ba, a do meio. sGob-ba é o que poderiamos chamar de Tibete Ocidental, entre Gilgit a oeste e Dangra Khyungdzong (antigo local sagrado bön próximo ao lago gNam-mtsho) a leste; e do oásis de Hotan ao norte até Chu-mig brgyad-cu rtsa-gnyis ao sul. A região Phug-pa também é mencionada como sTag-gzig (Tazig, frequentemente identificada com a Báctria) e a Bar-ba também é conhecida como rGya-mkhar bar-chod, um lugar ainda não identificado. Embora não possamos afirmar categoricamente que Zhangzhung ocupasse todo esse espaço, sabe-se que era um reino independente e que cobria todo o Tibete Ocidental.
A capital de Zhangzhung era chamada de Kyunglung (Wylie: Khyunglung Ngülkhar ou khyung-lung dngul-mkhar), o "Palácio de Prata de Garuda", a sudoeste do monte Kailash, que é identificado com palácios encontrados na parte alta do vale de rio Sutlej.
De acordo com Rolf Alfred Stein, autor de Civilization Tibetain, a área de Zhangzhung não era historicamente uma parte do Tibete e era um território distintamente estranho para os tibetanos:
| “ | “ … Então, mais a oeste, os tibetanos encontraram uma nação claramente estrangeira. - Zhangzhung, cuja capital era Khyunglung. O monte Kailāśa (Tise) e o lago Manasarovar faziam parte deste país, cuja língua chegou até nós por meio de documentos antigos. Embora ainda não identificado, parece ser indo-europeu. … Geograficamente, o país estava certamente tinha contatos com a Índia, tanto pelo Nepal, quanto através da Caxemira e do Ladaque. Kailāśa é um lugar sagrado para os hindus, que fazem peregrinações até ele. Ninguém sabe há quanto tempo eles fazem isso, mas o culto pode muito bem voltar aos tempos em que Zhangzhung ainda era independente do Tibete. O quão longe Zhangzhung se estendia ao norte, leste e oeste é um mistério …. Já tivemos a oportunidade de observar que Zhangzhung, abraçando o monte sagrado dos hindus em Kailāśa, pode ter tido uma religião em grande parte emprestada do hinduísmo. A situação pode até ter durado muito tempo. Na verdade, por volta de 950 d.C., o rei hindu de Cabul tinha uma estátua de Vişņu, do tipo da Caxemira (com três cabeças), que ele afirmava ter sido dada a ele pelo rei dos Bhota (tibetanos) que, por sua vez, a obteve de Kailāśa.” | ” |

## A conquista de Zhangzhung

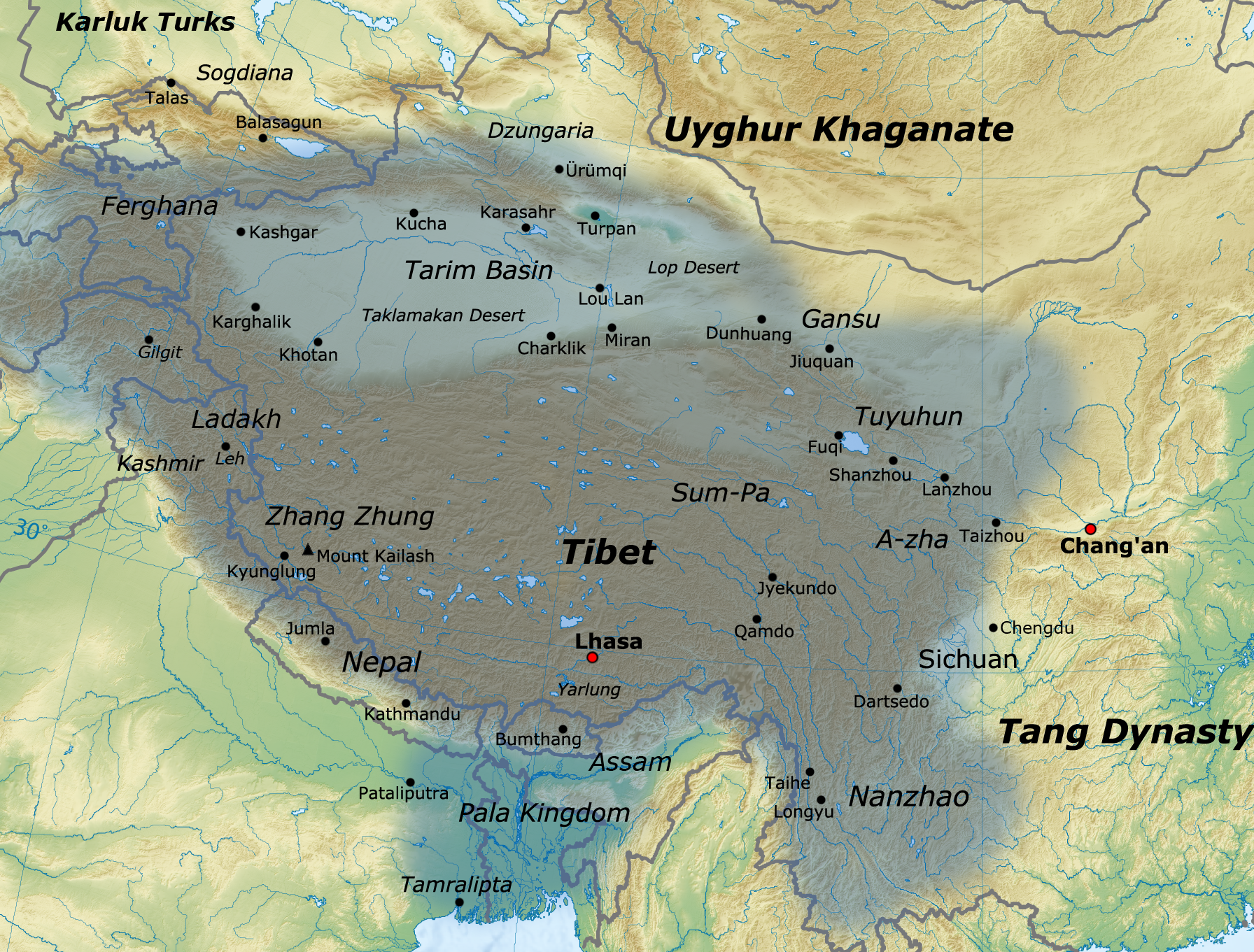
Mapa mostrando Zhangzhung e sua capital sob o Império Tibetano

Alguns estudiosos discordam sobre se Zhangzhung foi conquistada pelo Império do Tibete (naquela época conhecido como Reino de Bod) durante o reinado de Songtsen Gampo (r. 605–649) ou no reinado de Trisong Detsen (Wylie: khri-srong-lde-btsan, r. 755 até 804). Os registros dos Anais Tang, situam claramente esses eventos no reinado de Songtsen Gampo, pois dizem que em 634 d.C. Yangtong (Zhangzhung) e várias tribos da etnia Qiang foram submetidos totalmente a ele. Em seguida, Gampo se uniu ao país de Yangtong para derrotar Azha (Tuyuhun), e então conquistou mais duas tribos dos Qiang antes de ameaçar a cidade Tang de Songzhou (atual Sichuan) com um exército de mais de 200 000 homens. Segundo esse relato Gampo enviou um embaixador com presentes em ouro e seda ao imperador chinês Taizong para pedir a princesa chinesa Wen Cheng em casamento e, quando recusado, ameaçou atacar Songzhou. Aparentemente, Gampo finalmente recuou e se desculpou, e mais tarde o imperador atendeu ao seu pedido.
Os relatos tibetanos sobre o acontecimento dizem que o rei tibetano Songtsen Gampo e Ligmikya, rei de Zhangzhung, fizeram uma aliança política e ambos se casaram com irmãs do rei aliado. Gampo deu sua irmã Sadmarkar ao rei Ligmikya e a primeira consorte de Srongtsen Gampo foi a princesa Lithigmen de Zhangzhung.
Além das relações com Zhangzhung, Srongtsen Gampo manteve acordos semelhantes com o Nepal, a Índia e a China. Com esses novos laços e intercâmbios culturais e religiosos o reino tibetano se desenvolveu e progrediu independentemente de Zhangzhung.
No entanto, Sadmarkar, a esposa tibetana do rei de Zhangzhung queixou-se de maus-tratos por parte da esposa principal do rei. Uma guerra se seguiu e, por causa de uma traição da princesa tibetana, "o rei Ligmikya enquanto rumava em direção a Sum-ba (província de Amdo), foi emboscado e morto pelos soldados do rei Songtsen Gampo. Como consequência, o reino de Zhangzhung foi anexado ao Império Tibetano. Posteriormente, o novo reino nascido da unificação de Zhangzhung com o Império Tibetano ficou conhecido como bod rgyal-khab. Rolf A. Stein coloca a conquista de Zhangzhung em 645 d.C.

## Rebelião de Zhangzhung em 677
Zhangzhung se revoltou logo após a morte do rei Mangsong Mangtsen (também conhecido como Trimang Löntsen, em Wylie: khri-mang-slon-rtsan, r. 650-677), filho de Songtsen Gampo, mas foi trazido de volta ao controle tibetano pela "governança firme dos grandes líderes do clã Gar ", que na época ocupavam o posto de lönchen (regente), inicialmente Gar Tongtsen e posteriormente Gar Trinring (khri 'bring).
O registro sua morte consta como em 679 no Tzu chih t’ung Chien ("amplo espelho para ajudar sobre o governo") de Ssu-ma Kuang; no entanto, o registro deixa claro que este é outro caso em que a falta de uma forma de pretérito perfeito em chinês pode criar confusão. O início da entrada deveria ser: O btsanpo tibetano morreu. Dessa forma acaba registra uma informação chinesa não oficial da morte do imperador tibetano. A entrada seguinte no Tzu chih t’ung Chien é que seu filho Tridu Songtsen o sucedeu. Mas essa informação é contradita pelo relato dos Antigos Anais Tibetanos, que afirma que no inverno desse mesmo ano o filho do imperador Tridu Songtsen nasceu em Lhaluri, em Sgregs.
A rebelião de Zhangzhung está registrada nos Antigos Anais Tibetanos no ano do Boi (677-678). Trimang Löntsen consta como enterrado no ano da Lebre (679-680). O objetivo da embaixada enviada à China pela princesa Wen Cheng no final de 679 era anunciar formalmente a morte do governante. Os chineses então enviaram, em 24 de novembro de 679, um representante para comparecer ao funeral.

## Língua zhangzhung
Vários textos de Zhangzhung e documentos tibetanos bilíngues do século XI atestam que existia uma língua relacionada com o kinnauri. Textos bön afirmam que o sistema de escrita tibetano foi derivado do alfabeto zhangzhung, esse fato é comprovado por estudiosos modernos que reconhecem a clara derivação da escrita tibetana de uma escrita do norte da Índia, que está de acordo com relatos tibetanos não bön. Um dialeto da língua kinnauri moderna chamada pelo mesmo nome (pronuncia-se localmente jangshung) é falada por 2 000 pessoas no Himachal Pradexe no vale do rio Sutlej que afirmam serem descendentes dos zhangzhung.